# 1907 у літературі

## Нагороди
- Нобелівську премію з літератури отримав англійський письменник Редьярд Кіплінг.

## Народились
- 21 лютого — Вістен Г'ю Оден, англо-американський поет.
- 14 листопада — Астрід Ліндгрен, шведська авторка дитячих книг (пом. 2002)